# Faculté de médecine de Nantes
La faculté de médecine de Nantes est une unité de formation et de recherche située sur le campus du CHU de Nantes. Elle appartient à l'université de Nantes.

## Historique
L'université ducale de Bretagne est fondée par Bertrand Milon le 4 avril 1460, à l’initiative du duc François II de Bretagne, et ce par une bulle pontificale du pape Pie II, donnée à Sienne,, que l'évêque de Nantes Guillaume de Malestroit promulgua le 21 juillet suivant en qualité de protecteur de la nouvelle institution avec le titre de « chancelier » et la dota 5 000 saluts d'or,.
Au XVIIIe siècle, l'accroissement des besoins médicaux, avec l'expansion du port, conduit à la fondation de l'École de chirurgie en 1754, qui va conduire au déclin de la faculté de médecine, avec sa fermeture en 1793.
En 1808, Napoléon Ier créé l'École secondaire de médecine de Nantes, permettant ainsi dispensation des cours théoriques et pratiques de médecine, chirurgie et pharmacie. En 1841, l'École préparatoire de médecine et de pharmacie est fondée, remplaçant la précédente École secondaire.
La Faculté mixte de médecine et de pharmacie est recrée en 1956.
Les travaux pour de nouveaux locaux pour la faculté de médecine ont commencé en 2000 quai de Tourville et se sont terminés en 2011. Ils accueillent aujourd'hui l'IRSUN (Institut de Recherche en Santé de l'Université de Nantes).

## Personnalités liées

### Doyens de la faculté et directeurs de l'école
- François Boux
- François Bonamy
- 1808-1816 : Guillaume Laennec
- 1816-1820 : François-Pierre Blin
- 1820-1829 : Charles Richard (jeune)
- 1829-1854 : Julien Fouré
- 1854-1863 : Charles Lafond
- 1863-1867 : Louis Théodore Hélie
- 1867-1876 : François Nicolas Pihan-Dufeuillay
- 1876-1895 : Théophile Laënnec
- 1895- : Albert Malherbe
- 1913-1932 : Charles Mirallié
- 1932-1937 : Gilbert Sourdille
- 1937-1958 : René Auvigne (devient doyen en 1956)
- 1958-1967 : Yves Boquien
- 1967-1970 : Jean-Pierre Kernéis
- 1970-1973 : Henri Barrière
- 1973-1989 : Paul Malvy
- Jean-Yves Grolleau
- 2005-2014 : Jean-Michel Rogez
- 2014-2024 : Pascale Jolliet
- 2024- : Antoine Hamel[6]

### Enseignants
- Alfred Boiffin
- François Bonamy
- Julien Bureau
- Louis Bureau
- Jean-Baptiste Augustin Darbefeuille
- Jean-Paul Galmiche
- Jean Gautier
- Jules Aristide Gély
- Ange Guépin
- Maurice Sourdille
- Jean-Luc Harousseau
- Stéphane Leduc
- Jean-Paul Soulillou
- Ambroise Viaud Grand-Marais

### Anciens étudiants
- Jean Alexandre Barré
- Philippe Boënnec
- Alfred Boiffin
- François Bonamy
- Joseph Bougault
- Louis Bretonnière
- Honoré Broutelle
- François Louis Busseuil
- Marion Cahour
- Édouard Chassaignac
- Jules Chenantais
- Georges Clemenceau
- Michel Cullerier
- Jean-Baptiste Augustin Darbefeuille
- Joseph Gaston
- Jean Gautier
- Jules Aristide Gély
- Félix Guyon
- Jean-Luc Harousseau
- Stéphane Houdet
- Élisabeth Hubert
- Joëlle Kauffmann
- Édouard Francis Kirmisson
- Marcel Labbé
- Guillaume Laennec
- Édouard Le Bec
- Adolphe Aimé Lecadre
- Jules Maisonneuve
- Louis Victor Marcé
- Christian Ménard
- Yvonne Pouzin
- Émile Reliquet
- Franceline Ribard
- Maurice Sourdille
- Paul Tessier
- Émile Vallin